# Aulacopris reichei
Aulacopris reichei là một loài bọ cánh cứng trong họ Bọ hung (Scarabaeidae).